# Joan Vilar (jurista)
Joan Vilar (Barcelona, principis del segle xv- Barcelona post. 1475) fou un jurista català del segle xv. Doctor en ambdós drets i reputat jurista barceloní, fou amic de Jeroni Pau, que li dedicà dos poemes panegírics, i de Pere Miquel Carbonell amb qui mantingué durant l'estiu de 1475 una correspondència literària en llatí "sobre els temes més diversos i artificiosos, sense parar esment ni a l'entorn social ni polític i divagant sobre qüestions erudites o intel·lectuals amb nombroses citacions d'autors clàssics en una cursa competitiva entre els dos, aspirant l'un a donar-ne més que l'altre i viceversa". Així, en les seves cartes, en què fan disquisicions filològiques, consideracions sobre punts obscurs de la genealogia del comtes de Barcelona, elogis mutus i elogis a les obres de Jeroni Pau, els corresponsals citen, com a autoritats, als humanistes Lorenzo Valla i Pier Paolo Vergerio, als gramàtics Sext Pompeu Fest, Priscià de Cesarea i Tortellio, així com a Appià, Aristòtil, Ulpià, Ovidi, Virgili, Ciceró, Persi, Juvenal, Sal·lusti, Plini el Vell i Servi.

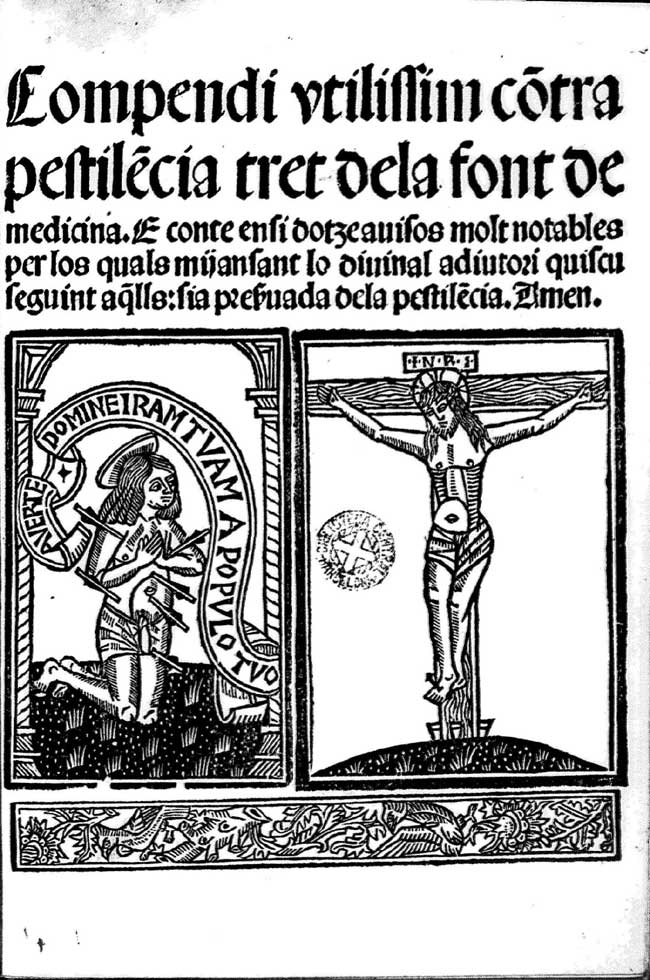
Portada de l'edició de 1507 de l'obra de Valesco de Taranta, traduïda per Joan Vilar. Exemplar de la Biblioteca de Catalunya

Va traduir al català el tractat De epidemia et peste, de Valesco de Taranta, publicat a Barcelona el 1475. Com indica Lluís Cifuentes i Comamala, es tracta d'un "regiment de pesta", que fou un dels gèneres preferits per la primera impremta i, en concret, es tracta del primer llibre mèdic imprès a la península Ibèrica, si bé no se'n conserva cap exemplar. Una segona edició (o reimpressió) d'aquesta traducció catalana de Joan Vilar fou impresa a Barcelona per Joan Rosembach el 1507.

## Obres
- Epistula ad Petrum Michaelem Carbonellum. Barcelona, 19 de juny 1475
- Epistula ad Petrum Michaelem Carbonellum. Barcelona, 22 de juny 1475
- Epistula ad Petrum Michaelem Carbonellum. Barcelona, 28 de juny 1475